# World Games 2025/Drachenbootrennen
Bei den World Games 2025 in Chengdu wurden vom 9. bis 10. August 6 Wettbewerbe im Drachenbootsport ausgetragen. Alle Rennen waren Mixed-Wettkämpfe. Austragungsort war die Xinglong Lake Hubin Arena. 

## Bilanz

### Medaillenspiegel
| Platz  | Land              | Gold | Silber | Bronze | Gesamt |
| ------ | ----------------- | ---- | ------ | ------ | ------ |
| 1      | Indonesien        | 3    | 2      | –      | 5      |
| 2      | Ukraine           | 2    | 1      | 1      | 4      |
| 3      | Thailand          | 1    | 1      | 2      | 4      |
| 4      | China             | –    | 2      | –      | 2      |
| 5      | Spanien           | –    | –      | 2      | 2      |
| 6      | Chinesisch Taipeh | –    | –      | 1      | 1      |
| Gesamt | Gesamt            | 6    | 6      | 6      | 18     |

### Medaillengewinner
| Disziplin                    | Gold | Silber | Bronze |
| ---------------------------- | --- | --- | --- |
| Achtsitzer 200 m             | IndonesienRiska Andriyani Irwan Dapit Roby Kuswandi Dayumin Wahyuni Reski Maryati Sutrisno Nadia Hafiza Nur Meni | ThailandPraewpan Kawsri Chitsanupong Sangpan Suradet Faengnoi Kasernsit Borriboonwasin Phakdee Wannamanee Jaruwan Chaikan Natthapon Kreepkamrai Sukanya Poradok Nipaporn Nopsri Pranchalee Moonkasem   | Chinesisch TaipehWu Wei-ting Lin Sheng-ru Chuang Ying-chieh Chen Tzu-hsien Chen le-en Chou Chih-wei Iya Lahok Chien Cheng-yen Lee Chun-lin Yin Wan-ting                                                                              |
| Achtsitzer 500 m             | UkraineOlessja Matwijenko Serhij Semenjuk Oleksandr Kalmus Danylo Kucharuk Mykola Werchowezkyj Olha Barho Wiktor Swyrydjuk Kateryna Petrenko Olena Skworzowa                                                                         | IndonesienRiska Andriyani Irwan Dapit Roby Kuswandi Dayumin Wahyuni Reski Maryati Sutrisno Nadia Hafiza Nur Meni                                                                                       | ThailandPraewpan Kawsri Chitsanupong Sangpan Suradet Faengnoi Kasernsit Borriboonwasin Phakdee Wannamanee Jaruwan Chaikan Natthapon Kreepkamrai Sukanya Poradok Nipaporn Nopsri Pranchalee Moonkasem                                 |
| Achtsitzer 2000 m Verfolgung | IndonesienRiska Andriyani Irwan Dapit Roby Kuswandi Dayumin Wahyuni Reski Maryati Sutrisno Nadia Hafiza Nur Meni | ChinaPeng Chun Zhang Peng Ji Shengchang Dong Binrui Wu Shuhan Zeng Bolun Wabu Youzhuacier Xu Jiayu Luo Meng Wang Shougang                                                                              | SpanienLoreto Macho Iago Monteagudo Jakub Michalowicz Luis Ourille Nerea Novo Lara Feijóo Carmen Villar Pablo Silva Antía Landeira Noa Conde                                                                                         |
| Zehnsitzer 200 m             | ThailandPranchalee Moonkasem Vipavas Sangthong Natthapon Kreepkamrai Chitsanupong Sangpan Suradet Faengnoi Kasernsit Borriboonwasin Phakdee Wannamanee Jaruwan Chaikan Praewpan Kawsri Sukanya Poradok Nipaporn Nopsri Sukon Boon-Em | ChinaPeng Chun Zhang Peng Ji Shengchang Dong Binrui Wu Shuhan Zeng Bolun Wabu Youzhuacier Xu Jiayu Luo Meng Wang Shougang Wu Siqi Yang Jie                                                             | UkraineOlessja Matwijenko Serhij Semenjuk Oleksandr Kalmus Danylo Kucharuk Mykola Werchowezkyj Olha Barho Wiktor Swyrydjuk Kateryna Petrenko Olena Skworzowa Snishana Schyhajlo Anastassija Massurenko                               |
| Zehnsitzer 500 m             | IndonesienRiska Andriyani Irwan Dapit Roby Kuswandi Dayumin Wahyuni Reski Maryati Sutrisno Nadia Hafiza Nur Meni Firmansyah Yuda Harjito Mugi                                                                                        | UkraineOlessja Matwijenko Serhij Semenjuk Oleksandr Kalmus Danylo Kucharuk Mykola Werchowezkyj Olha Barho Wiktor Swyrydjuk Kateryna Petrenko Olena Skworzowa Snishana Schyhajlo Anastassija Massurenko | ThailandPranchalee Moonkasem Vipavas Sangthong Natthapon Kreepkamrai Chitsanupong Sangpan Suradet Faengnoi Kasernsit Borriboonwasin Phakdee Wannamanee Jaruwan Chaikan Praewpan Kawsri Sukanya Poradok Nipaporn Nopsri Sukon Boon-Em |
| Zehnsitzer 2000 m Verfolgung | UkraineOlessja Matwijenko Serhij Semenjuk Oleksandr Kalmus Danylo Kucharuk Mykola Werchowezkyj Olha Barho Wiktor Swyrydjuk Kateryna Petrenko Olena Skworzowa Snishana Schyhajlo Anastassija Massurenko                               | IndonesienRiska Andriyani Irwan Dapit Roby Kuswandi Dayumin Wahyuni Reski Maryati Sutrisno Nadia Hafiza Nur Meni Firmansyah Yuda Harjito Mugi                                                          | SpanienLoreto Macho Iago Monteagudo Jakub Michalowicz Luis Ourille Nerea Novo Lara Feijóo Carmen Villar Pablo Silva Antía Landeira Noa Conde Miguel Ordóñez Jorge Alonso                                                             |